# Дроздова, Ольга Борисовна
О́льга Бори́совна Дроздо́ва (род. 1 апреля 1965, Находка, Приморский край, СССР) — советская и российская актриса театра и кино, народная артистка РФ (2015), декан театрального факультета Института современного искусства (Москва).

## Биография
Родилась 1 апреля 1965 года в Находке в Приморском края в семье капитана дальнего плавания Бориса Фёдоровича Дроздова. Мать Мария Ивановна работала агрономом.
Ещё учась в школе, начала заниматься в драматическом кружке Дворца культуры моряков (ДКМ). Играла в спектаклях «Капитанская дочка» и «Ночь перед Рождеством». Когда на гастроли в Находку приехал Хабаровский краевой драматический театр, решила стать актрисой.
Сначала поступила на театральный факультет Дальневосточного педагогического института искусств, но с тем, чтобы набраться жизненного опыта, ушла на судоремонтный завод работать кладовщицей. Впоследствии восстановилась на первом курсе института, но через год учёбы вновь ушла. Вместе с подругами решила ехать в Свердловск, поступать в Свердловский театральный институт. После второго курса летом отправилась в Москву, посмотрела, как сдают экзамены в московские театральные вузы. После этой поездки перевелась в Высшее театральное училище имени М. С. Щепкина (мастерская Владимира Сафронова). В 1989 году по окончании училища была принята в труппу московского театра «Современник».
В 2013 году вместе с мужем Дмитрием Певцовым набрали в Институте современного искусства (Москва) актёрский курс. С тех пор преподают. Декан театрального факультета института.
С 2017 года не снимается в кино. 
В мае 2021 года уволилась из «Современника» по семейным обстоятельствам.

### Личная жизнь
Первый муж — Александр Сергеевич Боровиков (род. 6 сентября 1959), актёр, чемпион СССР[когда?] по академической гребле. Поженились 30 августа 1989 года, развелись в 1991 году.
Второй муж — Дмитрий Певцов (с 30 декабря 1994 года). (род. 8 июля 1963), актёр, народный артист России (2001). Сын Елисей (род. 7 августа 2007).

## Признание и награды
- 1999 — Специальный приз Фестиваля польских художественных фильмов в Гдыне (фильм «Дочери счастья»)
- 1999 — Специальный диплом Союза кинематографистов России на фестивале игровых телефильмов «Горное эхо» (фильм «На ножах»)
- 2001 — Фестиваль игрового телекино «Сполохи-2001» (Архангельск)[11] — приз за лучшую женскую роль (сериал «Остановка по требованию»)
- Приз первого фестиваля детективных фильмов за лучшую женскую роль (сериал «Бандитский Петербург»)
- 31 января 2002 — Заслуженная артистка Российской Федерации[12]
- 14 апреля 2006 — Орден Дружбы[13]
- 6 апреля 2015 — Народная артистка Российской Федерации — за заслуги в развитии отечественной культуры и многолетнюю плодотворную деятельность

## Творчество

### Роли в театре

#### «Современник»
- 1989 — «Крутой маршрут» Евгении Гинзбург. Режиссёр: Галина Волчек — Карола Неер[14]
- 1991 — «Анфиса» (Л. Андреев) — Александра Павловна
- 1995 — «Виндзорские насмешницы» (У. Шекспир) — Анна Пейдж
- 1997 — «Вишнёвый сад» А. П. Чехова. Режиссёр: Галина Волчек — Шарлотта Ивановна[15][16]
- 1997 — «Аномалия» Александра Галина. Режиссёр: Александр Галин — Таня Болотова[17][18]
- 1997 — «Предупреждение малым кораблям» Т. Уильямса — Вайолет
- 1999 — «Три товарища» Э. М. Ремарка — Фрау Хассе
- 2001 — «Три сестры» А. П. Чехова — Ольга, Маша
- 2003 — «Мамапапасынсобака» Б. Србляновича — Милена
- 2004 — «Бесы» Ф. М. Достоевского — Лизавета Николаевна Дроздова
- 2008 — «Три сестры» А. П. Чехова — Ольга
- 2009 — «Бог резни» Я. Реза — Вероника Валлон
- 2010 — «Джентльменъ» А. И. Сумбатова-Южина — Эмма Леопольдовна
- 2012 — «Анархия» Майк Пэкер — Джина[19]

#### Санкт-Петербургский театр музыкальной комедии
- 2014 — музыкальная комедия «Голливудская дива» (музыка — Ральф Бенацки, автор пьесы — Корнелиус Балтус) — Глория Миллс[20]

### Фильмография
- 1986 — Арифметика любви — Тамара
- 1990 — Бабник — Вика
- 1991 — Любимчик — Катя
- 1991 — Царь Иван Грозный — Анастасия
- 1992 — Прогулка по эшафоту — Она
- 1992 — Алиса и Букинист — Алиса
- 1992 — Ваш выход, девочки…
- 1993 — Раскол — Капитолина Бауман
- 1994 — Весёленькая поездка — Светлана
- 1994 — Любовь, предвестие печали… — Анна
- 1996 — Королева Марго — Шарлотта де Сов
- 1998 — На ножах — Лариса
- 1998 — Дзенбоксинг
- 1999 — Дочери счастья / A Szerencse lányai — Наташа
- 1999 — На бойком месте — Евгения Мироновна Бессудная
- 2000 — Бандитский Петербург. Фильм 2. Адвокат — Екатерина Дмитриевна Шмелёва (по первому мужу Гончарова, по второму Званцева), подруга детства и возлюбленная обоих «Адвокатов»
- 2000—2001 — Остановка по требованию — Ирина Кленина
- 2005 — Попса — больная певица
- 2006 — В круге первом — Дотнара
- 2007 — Ванечка — Ольга Борисовна
- 2007 — Хранить вечно — Дотнара
- 2011 — 2012 — Катина любовь — Инга Петровна Фадеева
- 2011 — Чемпионы из подворотни — Альбина, мать Оксаны
- 2012 — Ангел в сердце — Ксения Сергеевна Проскурина
- 2013 — Эйнштейн. Теория любви — Элен
- 2015 — Одной левой — тайновидец
- 2017 — Легенда о Коловрате — супруга князя Юрия

### Телеспектакли
- 2002 — Александр Пушкин — Наталья Гончарова